# Biblioteca Pública de San Pedro de Riudevitlles
La Biblioteca Pública de San Pedro de Riudevitlles. 'Biblioteca Maria Àngels Torrents' es un servicio municipal, abierto a toda la población. Inaugurada el 8 de febrero de 1959 gracias a la iniciativa de un grupo de vecinos del pueblo, está situada en un edificio en pleno centro histórico, propiedad de Caixa Penedés. Dispone de un fondo de más de 15.000 libros, 600 documentos audiovisuales, 36 títulos de revistas y 4 periódicos, así como un fondo local sobre el municipio.
Desde la biblioteca se puede acceder al conjunto de documentos de la Xarxa de Biblioteques a través del catálogo colectivo.
La biblioteca depende del Ayuntamiento de San Pedro de Riudevitlles, que la gestiona en convenio con la Diputación de Barcelona y la Obra Social de Caixa Penedés. Forma parte de la Red de Bibliotecas Municipales (Xarxa de Biblioteques Municipals).

## Servicios
- Información: se atienden las consultas sobre cualquier cuestión que pueda interesar, como información general y local, información municipal y acceso a catálogos externos y bases de datos en línea, tanto públicas como de suscripción.
- Consulta: todos los documentos se pueden consultar en la biblioteca.
- Internet: libre acceso a internet, pidiendo hora.
- Préstamo: servicio de préstamo gratuito, con carné de biblioteca.
- Formación y soporte: el personal asesora sobre el uso y el funcionamiento de la biblioteca a través de visitas programadas, sesiones informativas y atención personalizada.

La biblioteca también es un espacio de encuentro donde se organizan todo tipo de actividades: conferencias, presentaciones de libros, exposiciones, talleres, sesiones de cuentos para todas la edades y clubs de lectura.

## Localización
Calle  Mayor, 42

08776 Sant Pere de Riudebitlles (Barcelona)